# 幸町 (横手市)
幸町（さいわいちょう）は、秋田県横手市の町。郵便番号は013-0005。人口は291人、世帯数は144世帯（2020年10月1日現在）。丁目の設定のない単独町名で、全域で住居表示を実施している。旧横手市古川町・新町・新町下丁・本町・下タ町・睦成の各一部。

## 地理
横手地域の中央部に位置し、東で明永町・城西町、西で朝倉町・睦成、南で二葉町・本町と隣接する。町の北方には傾斜地があり、西境を横手川が北流する。南部の県道沿いには商業地があるが、その他は住宅街が広がっており、その中部を秋田県道272号御所野安田線が南北に縦貫する。
全域が都市計画区域に含まれるが、区域区分非設定区域となっている。都市計画法上の用途地域では、南端の街道沿いが近隣商業地域に、他が第一種住居地域に指定されている。
- 河川：横手川

### 地名の由来
現在の幸町という町名は瑞祥地名であり、江戸時代から住居表示に至るまでは古川町や下タ町などと呼ばれ、幸町はこれらの町の範囲に相当する。由来は、旧町名で適当なものがなかったため、町の発展を願って新たに命名された。

## 歴史
横手川右岸の朝倉山（通称・お城山）に位置した横手城の城下町として栄えた地域で、現在も横手市の中心市街地の一角を成している。現在の幸町は横手川の左岸、武士が住む「内町」に当たる地域の北部（通称・下内町）に位置しており、江戸時代頃から城下町として形成されていった。

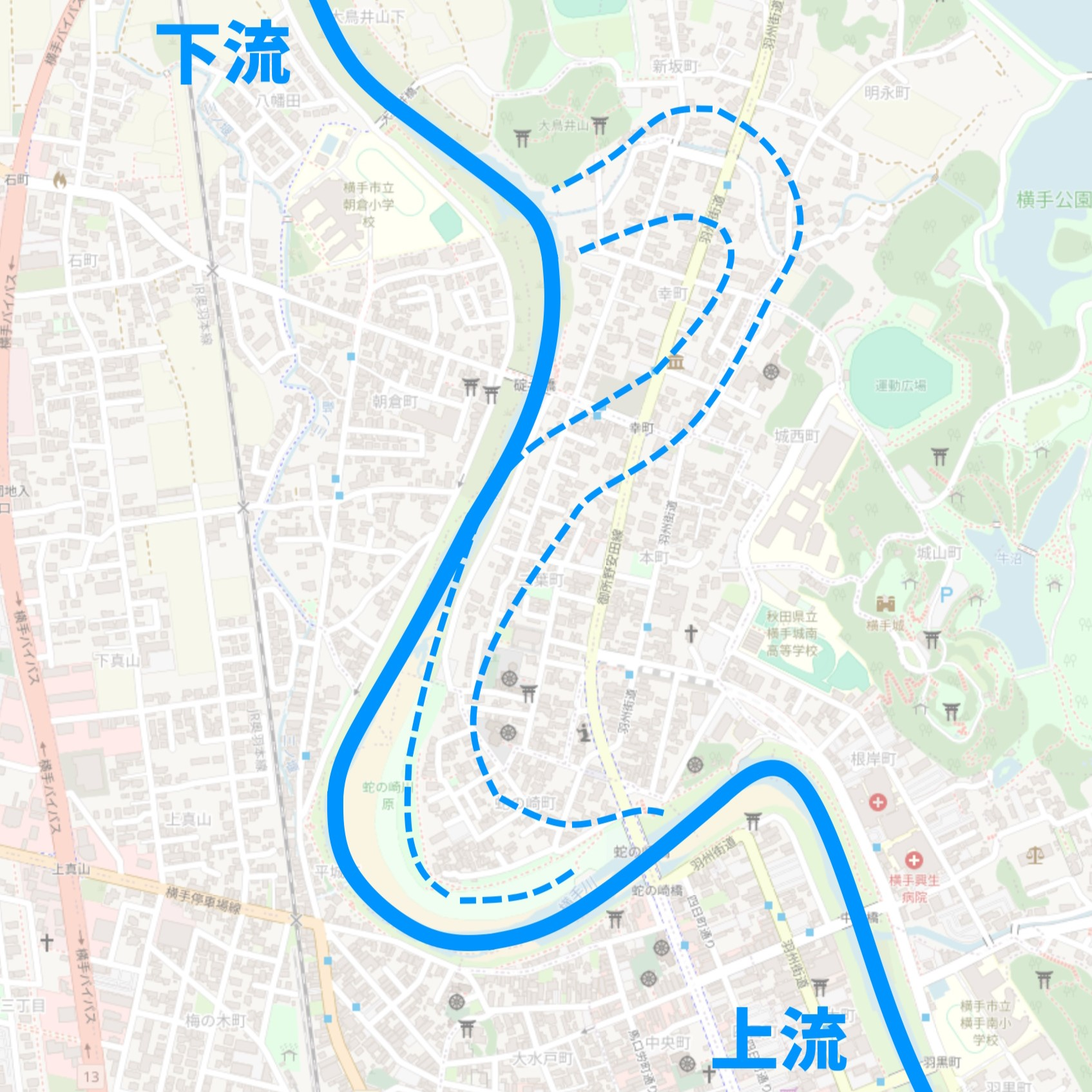
江戸時代～現在の流路 (実線) とそれ以前の流路 (破線部内側) を示したもの。国土交通省の地形分類図を元にOpenStreetMap上に加筆。

江戸時代初期の頃は、現在は町の西部を北流する横手川がお城山西側の山裾に大きく湾流しており、現在の幸町に当たる地域は横手川の西側に位置し、横手城下に取り込まれていなかった。正保年間までに須田盛秀によって下内町の町並みは整備され、その後に横手川の新たな流路が開削されて、現在の幸町に当たる地域は内町へと取り込まれた。
横手川の流路を付け替え、それまで関根村だった地域を内町に取り込んだ後、最初に作られたのが新町であった。これまで、久保田と横手を結ぶ幹線道路（羽州街道）は、新坂方面から下った後、川を渡らずに左へ折れ、川縁に沿って進み、山裾に挟まれた場所を通って横手城へと入る道筋であった。しかし、この道筋では横手城に極めて接近しており、秋田藩にとって好ましいものではなかった。当初、この道を他領の者が通ることは想定されておらず、参勤交代の制度が定められたことにより、街道をより城から離れた場所に移す必要があった。そこで、新坂から新町へ抜けて道筋を整備することになったが、新町を南進し、川端町（現二葉町）から蛇の崎橋へ向かう道沿いには小さな屋敷が密集しており、他領の者に自信を持って見せられるものではなかった。この後、寛文・延宝・享保の各時代の城下絵図を辿ると、町並みは徐々に間口の大きな屋敷が立ち並ぶよう整備されていることが見て取れ、須田氏から戸村氏へ城代が引き継がれた後も、町並み整備を熱心に進めたことがわかる。
また、各年代の絵図からは旧横手川の氾濫原だった空白地帯に茂木御免町と2つの足軽町が作られたことが見て取れる。茂木御免町は、延宝8年の城下絵図にて御免新町とあり、享保13年（1728年）の城下絵図で御免町とあり、上内町の御免町（羽黒御免町）と対を成す。茂木御免町の通りを北進すると小さな屋敷が並ぶ足軽町へと続いており、その道は北端で西に折れ、新坂方面から下ってくる羽州街道に突き当たる。
なお、茂木御免町は明治5年（1872年）には下タ町と改称。北接する足軽町は同年に古川町となっている。

### 町名の変遷
住居表示に関する法律が施行された1962年5月10日以降、旧横手市内においても住居表示が進み、1965年より第一次から第五次にかけて実施された。本地域は第一次地区として1965年4月1日に実施され、現行の幸町はここで誕生した。
特記のないものはすべて住居表示実施に伴う変更。
| 実施後 | 実施年月日     | 実施前                                          | 備考 |
| ------ | -------------- | ----------------------------------------------- | ---- |
| 幸町   | 昭和40年4月1日 | 本町（一部） もとまち                           |      |
| 幸町   | 昭和40年4月1日 | 下タ町（一部） したまち                         |      |
| 幸町   | 昭和40年4月1日 | 新町（一部） しんまち                           |      |
| 幸町   | 昭和40年4月1日 | 新町下丁 しんまちしもちょう                     |      |
| 幸町   | 昭和40年4月1日 | 古川町 ふるかわまち                             |      |
| 幸町   | 昭和40年4月1日 | 睦成字明永入口 むつなり あざ みょうえいいりぐち |      |
| 幸町   | 昭和40年4月1日 | 睦成字上中川原 むつなり あざ かみなかがわら     |      |
| 幸町   | 昭和40年4月1日 | 睦成字明永 むつなり あざ みょうえい             |      |
| 幸町   | 昭和40年4月1日 | 睦成字台所館 むつなり あざ だいどころかん       |      |

2005年（平成17年）10月1日に横手市が発足、同日より町名の読み方が「さいわいまち」から「さいわいちょう」へと変更された。

## 世帯数と人口
2020年（令和2年）10月1日現在の世帯数と人口は以下の通りである。
| 丁目 | 世帯数  | 人口  |
| ---- | ------- | ----- |
| 幸町 | 144世帯 | 291人 |

### 人口・世帯数の推移
以下は国勢調査による1995年（平成7年）以降の人口の推移。
| 年                 | 人口 |
| ------------------ | ---- |
| 1995年（平成7年）  | 536  |
| 2000年（平成12年） | 489  |
| 2005年（平成17年） | 448  |
| 2010年（平成22年） | 366  |
| 2015年（平成27年） | 321  |
| 2020年（令和2年）  | 291  |

以下は国勢調査による1995年（平成7年）以降の世帯数の推移。
| 年                 | 世帯数 |
| ------------------ | ------ |
| 1995年（平成7年）  | 184    |
| 2000年（平成12年） | 179    |
| 2005年（平成17年） | 171    |
| 2010年（平成22年） | 153    |
| 2015年（平成27年） | 145    |
| 2020年（令和2年）  | 144    |

## 小・中学校の学区
市立小・中学校に通う場合、学区（校区）は以下の通りとなる。
| 番地 | 小学校             | 中学校               |
| ---- | ------------------ | -------------------- |
| 全域 | 横手市立朝倉小学校 | 横手市立横手北中学校 |

## 交通

### 鉄道
町内に駅はない。最寄り駅は■奥羽本線、■北上線の横手駅。

### バス
羽後交通
- 上台線、横手・大曲線
  - 幸町
- 横手市循環バス
  - 幸町

### 道路
- 秋田県道272号御所野安田線

## 施設

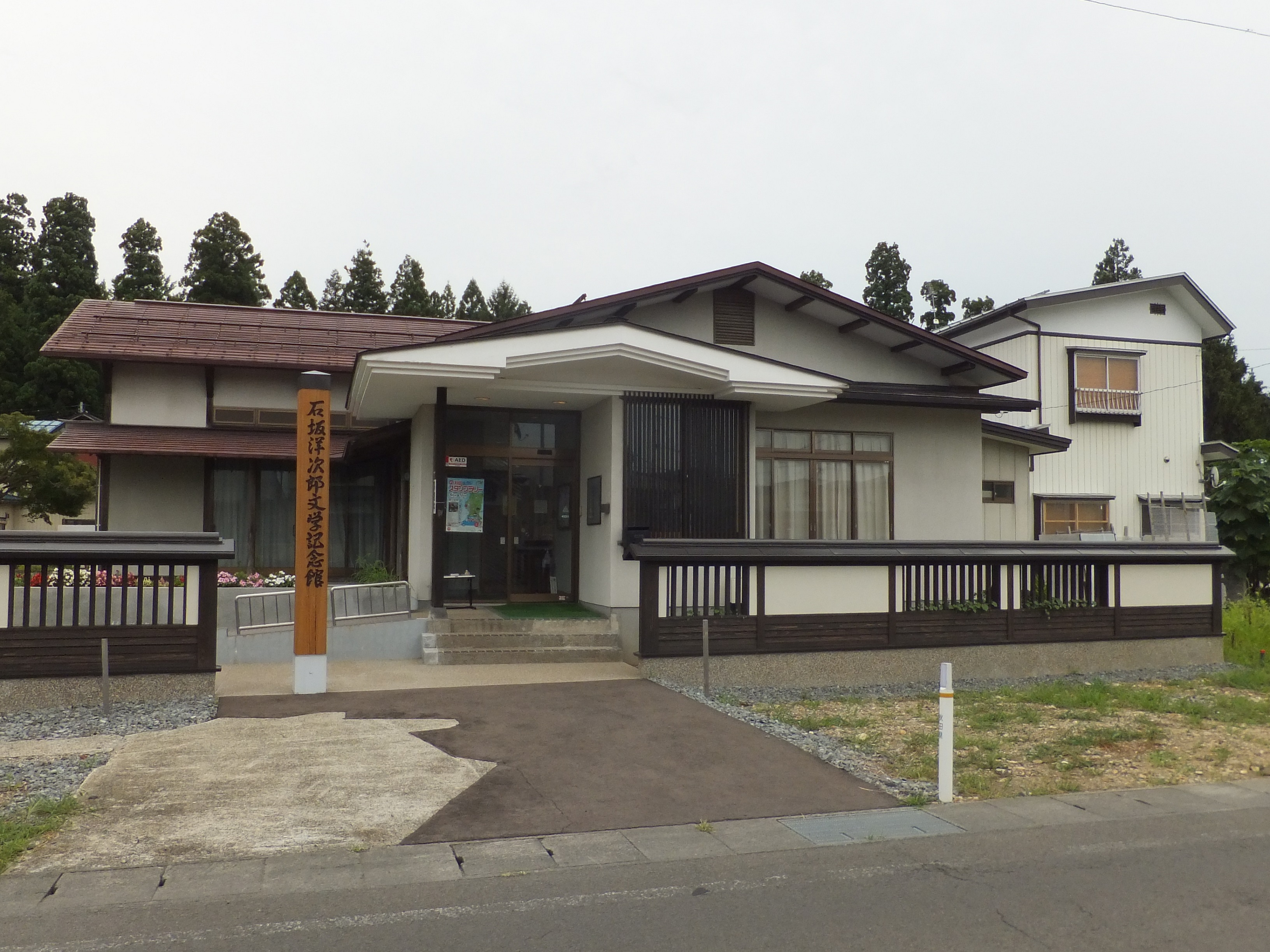
石坂洋次郎文学記念館

- 石坂洋次郎文学記念館（2番10号）[35]
- 横手幸町郵便局（3番51号）[36]
1902年（明治35年）12月15日、下タ町6に開局。1905年（明治38年）4月1日に下タ町22へ移転し、1938年（昭和13年）には下タ町24へ再び移転した。1961年（昭和36年）9月3日に現在地に移転し、1969年（昭和44年）には局名を「横手下タ町郵便局」から現名称に改称した[37]。

### かつて存在した施設
- ツルハドラッグ幸町店（1995年（平成7年）10月開業[38]、2014年3月31日閉店[39]）
はじめて東北地方に開店したツルハドラッグの東北一号店であった[38]。
- よねや双葉店（1979年（昭和54年）10月13日開業[40]、2022年10月31日閉店[41]）